# Tetrastigma scortechinii
Tetrastigma scortechinii är en vinväxtart som först beskrevs av George King, och fick sitt nu gällande namn av François Gagnepain. Tetrastigma scortechinii ingår i släktet Tetrastigma och familjen vinväxter. Inga underarter finns listade i Catalogue of Life.